# Bakonytamási megállóhely
Bakonytamási megállóhely egy megszűnt Veszprém vármegyei vasúti megállóhely, melyet a MÁV üzemeltetett Bakonytamási településen. A lakott terület északi szélén helyezkedett el, közúti elérését a falun átvezető 832-es főút felől önkormányzati utak biztosították.

## Vasútvonalak
A megállóhelyet az alábbi vasútvonalak érintették:
- Környe–Pápa-vasútvonal

## Kapcsolódó állomások
A megállóhelyhez az alábbi állomások vannak a legközelebb:
- Gic-Hathalom megállóhely (Tatabánya vasútállomás, Környe–Pápa-vasútvonal)
- Pápateszér vasútállomás (Környe–Pápa-vasútvonal, Pápa vasútállomás)